# Frédégand Cogels
Frédégand Patrice Joseph Marie, baron Cogels, né le 14 avril 1850 à Anvers et mort le 17 février 1932 à Anvers, est un homme politique catholique belge. 

## Biographie
Frédégand Cogels est issu d'une famille noble anversoise de propriétaires fonciers, banquiers et assureurs. Il fut allié à multe députés, sénateurs, conseillers communaux et provinciaux. Son père, John Cogels, fut des années durant sénateur et échevin d'Anvers.  
Après ses études de droit à Louvain, Cogels revêtit des positions dirigeantes dans différentes entreprises, telles la Société Hypothécaire belge et la Banque d’Anvers. Il épousa la baronne Coralie de Gruben, fille du baron et ancien sénateur Charles de Gruben et s'établit à Anvers et Deurne.
À la demande du Meetingpartij, Cogels s'engagea en 1875 aux élections communales, mais non élu. En 1892, il fut élu sénateur du Meetingpartij. En 1900, Cogels quitta le sénat, ayant été nommé gouverneur de la province d'Anvers, où il succéda à son oncle Édouard Osy de Zegwaart. Après sept ans, il démissionna. Après guerre, il fut encore brièvement sénateur succédant à un collègue décédé (1918-1920), après quoi il se retira de la politique, mais pas des affaires.
Son beau-fils, le baron Georges Holvoet, alla encore devenir gouverneur de la province d'Anvers (1923-45) avant de devenir chef de cabinet du prince régent Charles de Belgique.

## Fonctions et mandats
- Sénateur de l'arrondissement d'Anvers : 1892-1900 et 1918-1920
- Gouverneur de la province d'Anvers : 1900-1907
- Premier président de l'Association maritime belge fondée en 1903[1].

## Distinctions honorifiques
D'abord écuyer, il fut créé baron en 1909.
Il fut décoré de la :
- Médaille commémorative du règne de Léopold II
- Croix Pro Ecclesia et Pontifice
- Officier de l'ordre de Léopold
- Commandeur de la Légion d'honneur
- Officier de l'ordre d'Orange-Nassau

## Généalogie
- Il fut fils de John Cogels (1814-1885) et Joséphine Osy (1821-1882).
- Il épousa en 1877 la baronne Coralie de Gruben (1858-1945) dont sont issus :
  - Gabriëlle (1882-1960) ;
  - Jean-Baptiste-Joseph-Frédégand-Alphonse-Marie (1884-1958), baron, lieutenant-colonel honoraire d'artillerie, officier de l'ordre de Léopold et de l'ordre de Léopold II, chevalier de l'ordre de la Couronne avec palmes, croix de guerre, croix de l'Yser[2].

## Sources
- P. Van Molle, Het Belgisch parlement, p. 39.